# (6796) Sundsvall
(6796) Sundsvall ist ein Asteroid des mittleren Hauptgürtels, der am 21. März 1993 im Rahmen des Uppsala-ESO Surveys of Asteroids and Comets am La-Silla-Observatorium der Europäischen Südsternwarte in Chile (IAU-Code 809) entdeckt wurde. Sichtungen des Asteroiden hatte es vorher schon mehrere gegeben, zum Beispiel am 29. August 1976 unter der vorläufigen Bezeichnung 1976 QM2 am argentinischen Felix-Aguilar-Observatorium sowie am 23. und 24. September 1990 (1990 SF14) ebenfalls am La-Silla-Observatorium.
Der Asteroid gehört zur Lydia-Familie, einer nach (110) Lydia benannten Gruppe von Asteroiden. Die zeitlosen (nichtoskulierenden) Bahnelemente von (6796) Sundsvall sind fast identisch mit denjenigen der beiden kleineren, wenn man von der Absoluten Helligkeit von 15,4 und 15,3 gegenüber 13,6 ausgeht, Asteroiden (42005) 2000 YW49 und (72445) 2001 DD.
(6796) Sundsvall wurde am 28. September 1999 nach der schwedischen Stadt Sundsvall in der schwedischen Provinz Västernorrlands län und der historischen Provinz Medelpad benannt.